# Хутак-хатун
Хутак-хатун — правительница Бухары, воевавшая против арабов (673—695). В 673 г. арабский полководец Убайдуллах ибн Зияд, заняв территорию Тохаристана, перешёл Амударью и завоевал области Пайкенд и Ромитан. После того как был убит противостоявший ему правитель Бухары Бидун, власть в Бухаре перешла в руки его жены, возглавившей борьбу с арабами. В арабских источниках имя этой женщины упоминается в формах Хутак-хатун, Кабадж Хотун, Хатун. Согласно «Истории Бухары» Наршахи, после того, как арабы убили Бидуна, его сын Тугшада I был ещё молод, и его место заняла жена Хатун. После того как Хатун правила Бухарой до 695 г., его место занял его сын Тугшада I. Наршахи написал, что во время правления Хатун не было никого мудрее её. Поскольку она правила мудро, народ повиновался ей. Согласно труду Табари «История пророков и царей», в 681 году наместник арабов в Хорасане эмир Салм бин Зияд начал поход на Бухару. Зная об этом, Хутак-хатун отправила посла к тюркскому кагану и призвала его на помощь. В своём письме Хутак сообщает, что согласна жениться на кагане. Тюркский каган прибыл в Бухару с большим войском и имел ожесточённое сражение с арабами. Однако после поражения от арабов Хутак-хатун была вынуждена заключить мир с арабами, что на долгие годы спасло Бухару от арабского владычества.